# Return to Eden (computerspel)
Return to Eden is een computerspel dat in 1984 werd ontwikkeld en uitgegeven door Level 9 Computing. Het spel kwam in 1984 uit voor de Amstrad CPC, Atari, Commodore 64, MSX en de ZX Spectrum. De speler speelt Kim en moet in een robotstad zien te komen en te overleven.